# Raion de Briceni
Le raion de Briceni est un raion de la république de Moldavie, dont le chef-lieu est Briceni. En 2014, sa population était de 70 029 habitants.

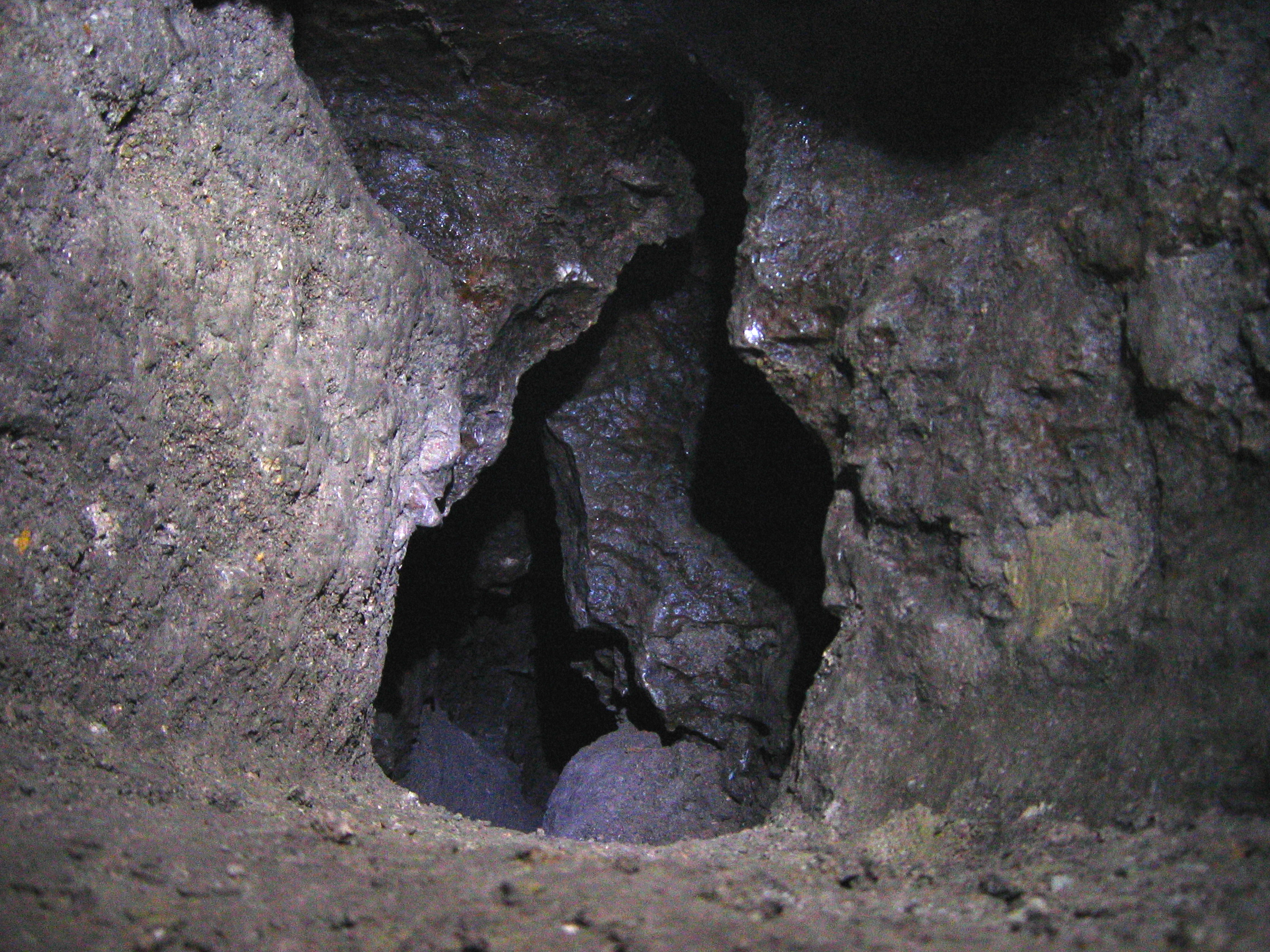
Fouilles de la grotte Emil Racoviță

## Démographie
| Groupe ethnique      | %    |
| -------------------- | ---- |
| Moldaves et Roumains | 74,6 |
| Ukrainiens           | 22,5 |
| Russes               | 2,3  |
| Autres               | 0,3  |
| Roms                 | 0,2  |
| Bulgares             | 0,1  |
| Gagaouzes            | 0,1  |

## Religions
- 83,8 % de la population du raïon est chrétienne, dont une grande partie sont orthodoxes.
- 4,6 % de la population est athée ou sans religion.